# Cesare Vivante
Cesare Vivante, född 6 januari 1855 i Venedig, död 5 maj 1944 i Siena, var en italiensk jurist. 
Vivante blev juris doktor i Padua, var en tid advokat i Venedig, blev professor 1883 i Parma, sedermera i Bologna och 1898 i Rom. Han var en av sin tids främsta italienska jurister, särskilt på handels- och försäkringsrättens område, samt utgav en mängd arbeten, bland annat Il contratto di assicurazione (I–III, 1885–1898), belönt med första pris av Accademia dei Lincei, Istituzioni di diritto commerciale (1891) och Trattato di diritto commerciale (I–IV, 1893; många upplagor). Han var en av utgivarna av II codice di commercio italiano commentato (1886 ff.).